# Chordeuma vasconicum
Chordeuma vasconicum är en mångfotingart som beskrevs av Ribaut 1913. Chordeuma vasconicum ingår i släktet Chordeuma och familjen spinndubbelfotingar. Inga underarter finns listade i Catalogue of Life.